# Gabriela Dzuríková

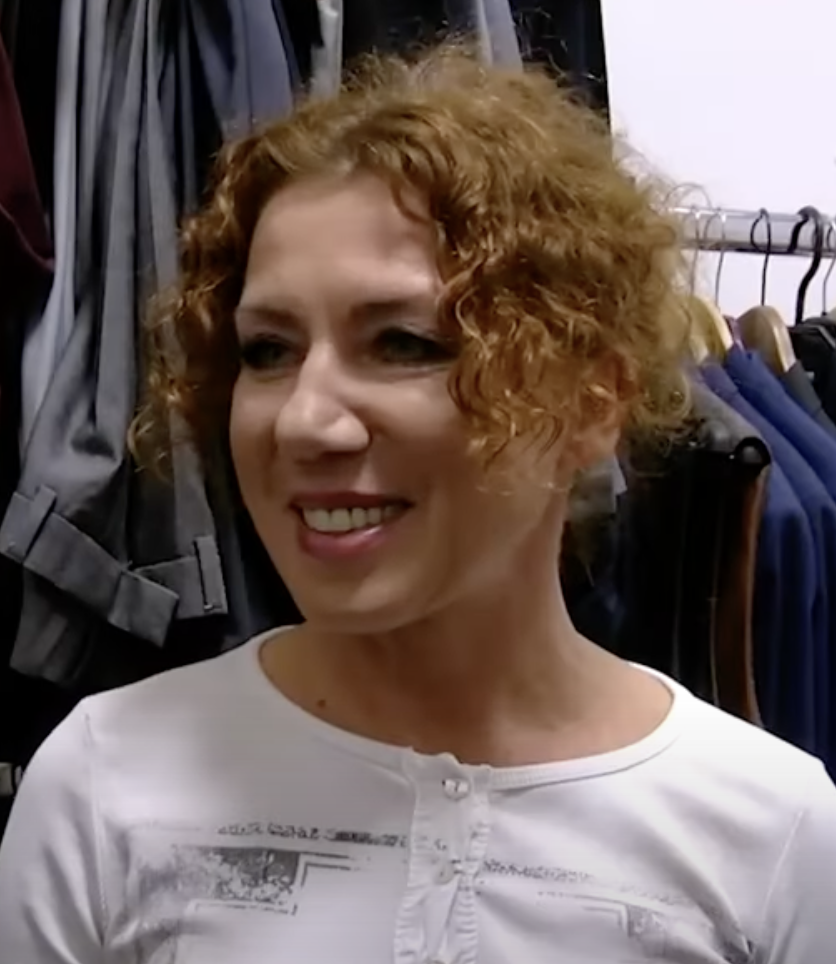
Gabriela Dzuríková, 2022

Gabriela Dzuríková (* 18. März 1973 in Košice, Tschechoslowakei) ist eine slowakische Schauspielerin.

## Leben
Die in Košice geborene Gabriela Dzuríková studierte an der Hochschule für Musische Künste Bratislava und schloss ihr Schauspielstudium 1995 ab. Direkt im Anschluss erhielt sie eine Anstellung am Slowakischen Nationaltheater, wo sie bereits während ihres Studiums Auftritte hatte. Daneben war sie auch als Gast unter anderem auch am Arena-Theater aktiv. In den Jahren 2009, 2010, 2015 und 2019 wurde sie für ihre schauspielerischen Leistungen mit den Výročná cena Literárneho fondu (deutsch: „Jahrespreis des Literaturfonds“) ausgezeichnet.
Neben ihrer Arbeit am Theater wirkte Gabriela Dzuríková auch an Film- und Fernsehproduktionen mit. Unter anderem war sie in der slowakischen Sitcom Mafstory zwischen 2007 und 2012 in der Rolle Ingrid „Pipina“ Molnárová zu sehen. Zudem wirkte sie in den 2015 veröffentlichten Film Eva Nová des slowakischen Regisseurs Marko Škop mit. Der Film wurde unter anderem auf dem Zurich Film Festival gezeigt. Zwischen 2022 und 2023 war sie in der Rolle Svetlana Otčenášová slowakische Comedy-Serie Hranica zu sehen.